# وردی (نوادا)
وردی، نوادا (به انگلیسی: Verdi, Nevada) یک مکان مختص سرشماری در ایالات متحده آمریکا است که در نوادا واقع شده‌است.

## خصوصیات
وردی ۹٫۰ کیلومترمربع مساحت و ۱٬۴۱۵ نفر جمعیت دارد و ۱٬۴۹۵٫۰۶ متر بالاتر از سطح دریا واقع شده‌است.